# Портрет Джованны Торнабуони
Портрет Джованны Торнабуони — картина работы Доменико Гирландайо, выставленная в музее Тиссена-Борнемисы в Мадриде.

## Описание
Портрет выполнен на фоне ниши с предметами, подчёркивающими изысканный вкус и характер Джованны Торнабуони. Брошь в форме дракона с двумя жемчужинами и рубином составляет комплект с кулоном на шёлковой нити, висящим на шее Джованны. Они намекают на её общественную жизнь. Драгоценности уравновешены лежащим в другой части ниши молитвенником и прибитыми к верхней части ниши чётками с коралловыми бусинками. Они должны подчёркивать набожность Джованны и её богатый внутренний мир. Между чётками и молитвенником расположена табличка с частью XXXII эпиграммы римского поэта I века н. э. Марка Валерия Марциала, посвящённой портрету генерала Марка Антония (лат. Marcus Antonius Primus; ок. 40 — ок. 100):

Искусство, если бы ты могло показать характер и душу, не было бы на свете картины прекраснее. 1488
Оригинальный текст (лат.)ARS UTINAM MORES ANIMUMQUE EFFINGERE POSSES PULCHRIOR IN TERRIS NULLA TABELLA FORET MCCCCLXXXVIII

Эта картина представляет собой прекрасный пример портрета флорентийского кватроченто — строгая профильная поясная композиция, руки сведены вместе. Черты и пропорции лица и тела идеализированы. Всё это заметно в линиях, задающих форму тела, и в лице, не выражающем никаких ярких чувств и эмоций. Как и во многих других итальянских портретах XV века, идеальная красота Джованны Торнабоуни основана на теоретических принципах и примерах из античного искусства, дополненных индивидуальными чертами модели.

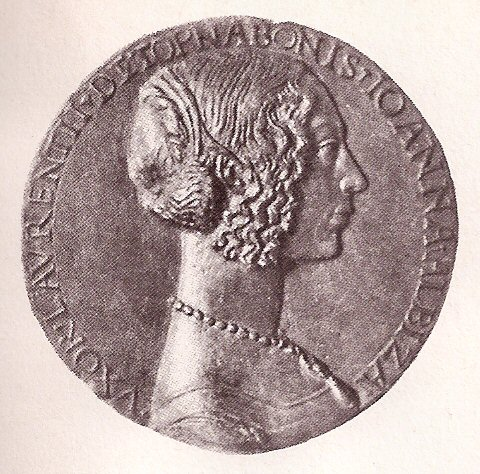
Медаль работы Николло ди Форцоне Спинелли (Фьорентино)

Личность модели, изображённой на портрете, была установлена по медалям с её профилем. Одна из медалей предположительно является работой гравёра Никколло Фьорентино и хранится в Национальной галерее искусств в Вашингтоне. Другая медаль этого же гравёра с изображением Джованны и надписью «IOANNA ALBIZA VXOR LAURENTII DETORNABONIS» выставлена во флорентийском музее Барджелло. Возможно, медали были заказаны по случаю свадьбы Джованны дельи Альбицци и Лоренцо Торнабуони. Джованна присутствует также на фреске «Встреча Марии и Елизаветы», выполненной Гирландайо в капелле Торнабуони церкви Санта-Мария-Новелла по заказу её свёкра. На фреске она изображена в полный рост, но поза, одежда и украшения практически полностью повторяют портрет 1488 года.

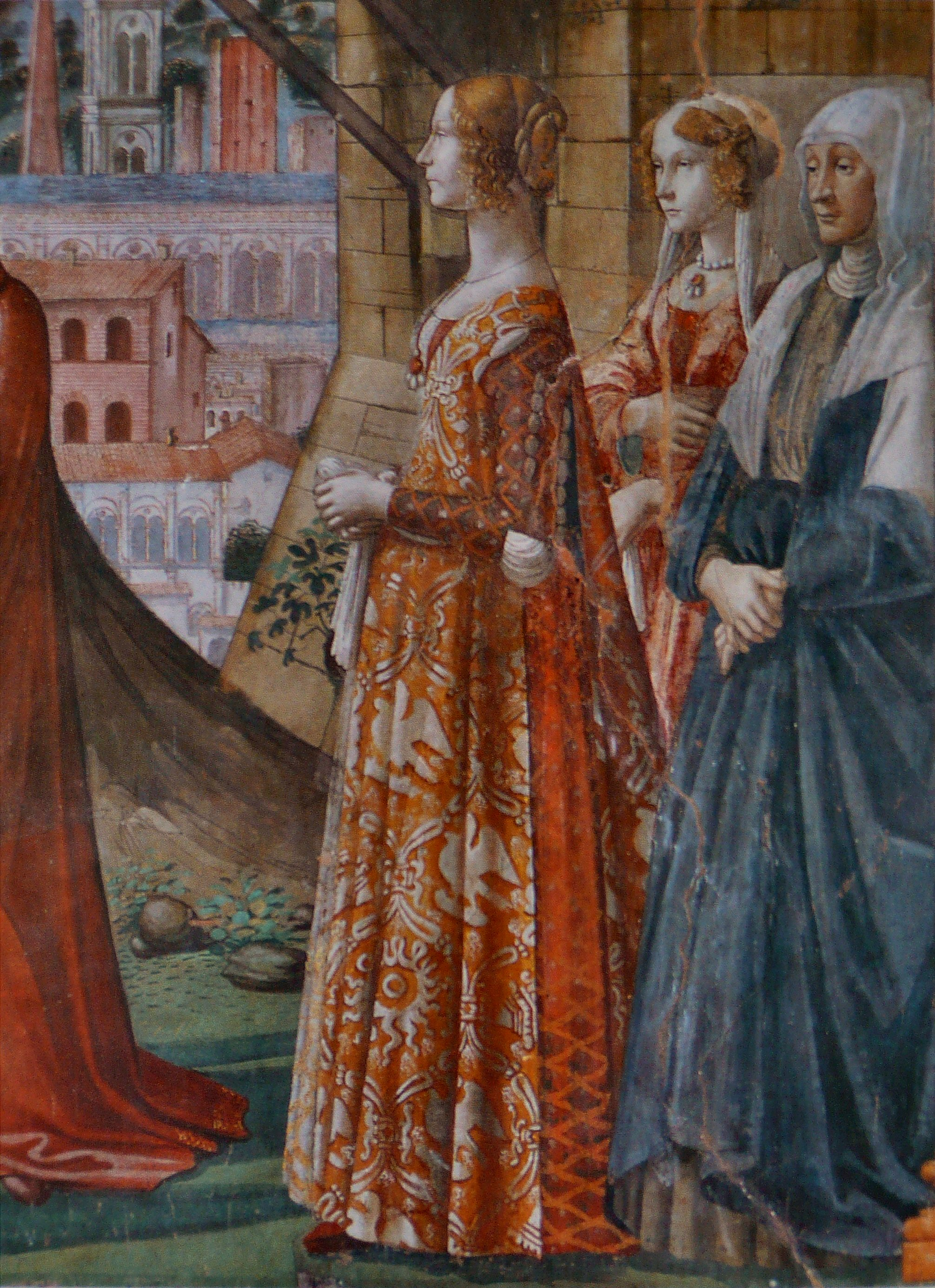
Деталь фрески «Встреча Марии и Елизаветы»

Джованна дельи Альбицци родилась 18 декабря 1468 года, вышла замуж за Лоренцо Торнабуони 15 июня 1486 года и умерла при родах 7 октября 1488 года. Ян Лауц (Jan Lauts) выдвинул версию, что её портрет был написан раньше фрески из церкви Санта-Мария-Новелла и служил моделью для более масштабной «Встреча Марии и Елизаветы». Джон Поуп-Хеннесси (John Pope-Hennessy) предполагал, что портрет был написан позже фрески и является посмертным изображением Джованны, а год на табличке с цитатой из Марциала указывает на время смерти.

## Провенанс
Портрет находился во владении семьи Торнабуони в их дворце во Флоренции и перешёл к семье Пандольфини в XVII веке. Среди позднейших владельцев — барон Сейер и герцогиня Саган. Есть свидетельство о нахождении портрета в брайтонской коллекции Генри Уиллета (Henry Willet) в 1878 году, откуда он перешёл в собственность Родольфа Канна. Картина была приобретена банкиром Морганом в 1907 году и перешла в музей Тиссена-Борнемисы из нью-йоркской Библиотеки Моргана в 1935 году. Сохранилась фотография Западной комнаты Библиотеки Моргана, созданная до 1913 года, где портрет Джованны Торнабуони в современной раме стоит на мольберте среди других произведений библиотечного фонда.